# Frank Burty Haviland

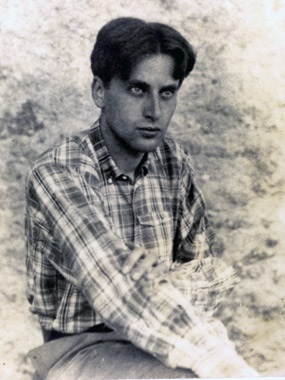
Frank Burty Haviland (um 1914)

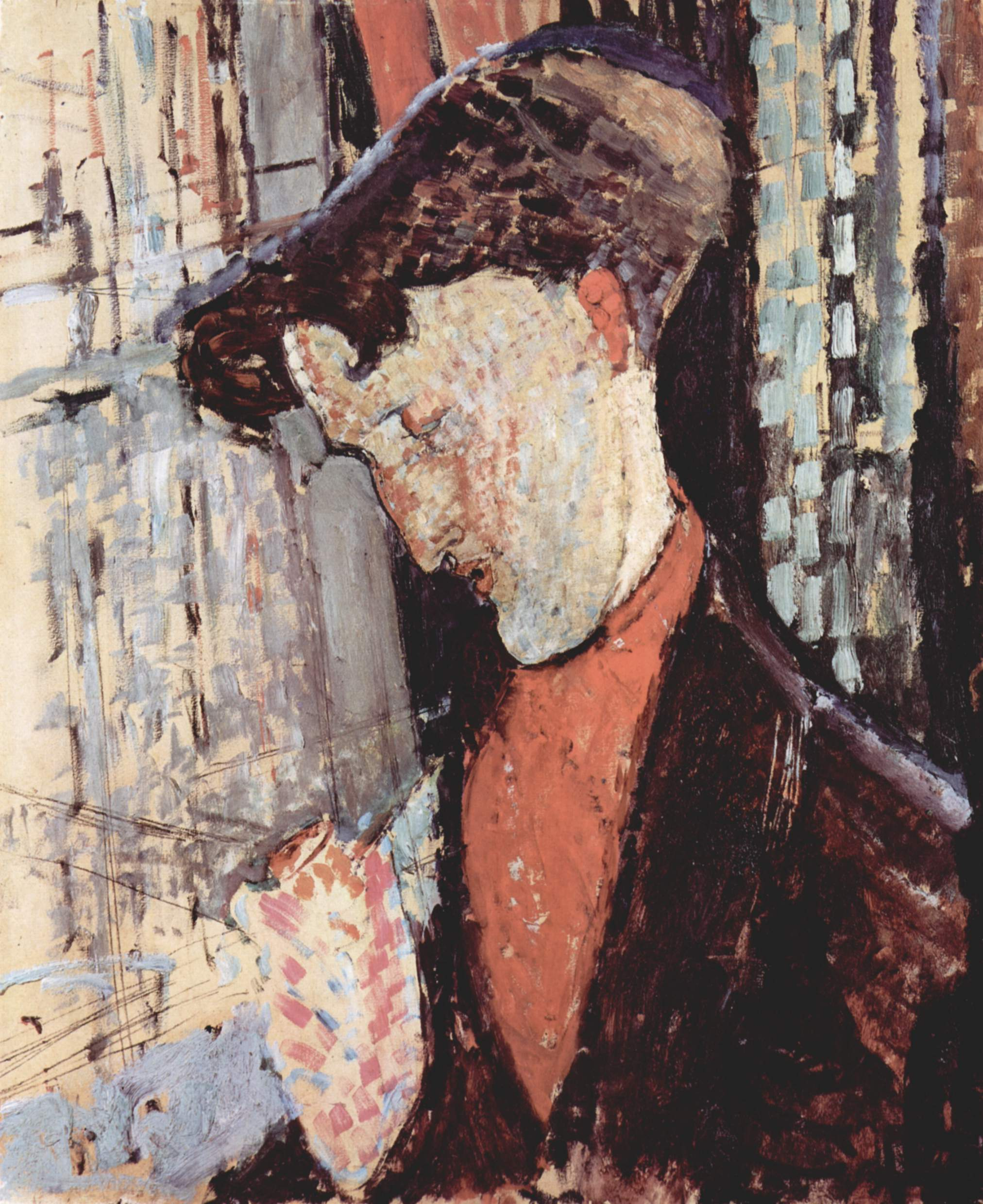
Amedeo Modigliani: Porträt von Frank Burty Haviland, 1914, Sammlung Gianni Mattioli, als Dauerleihgabe in der Peggy Guggenheim Collection, Venedig

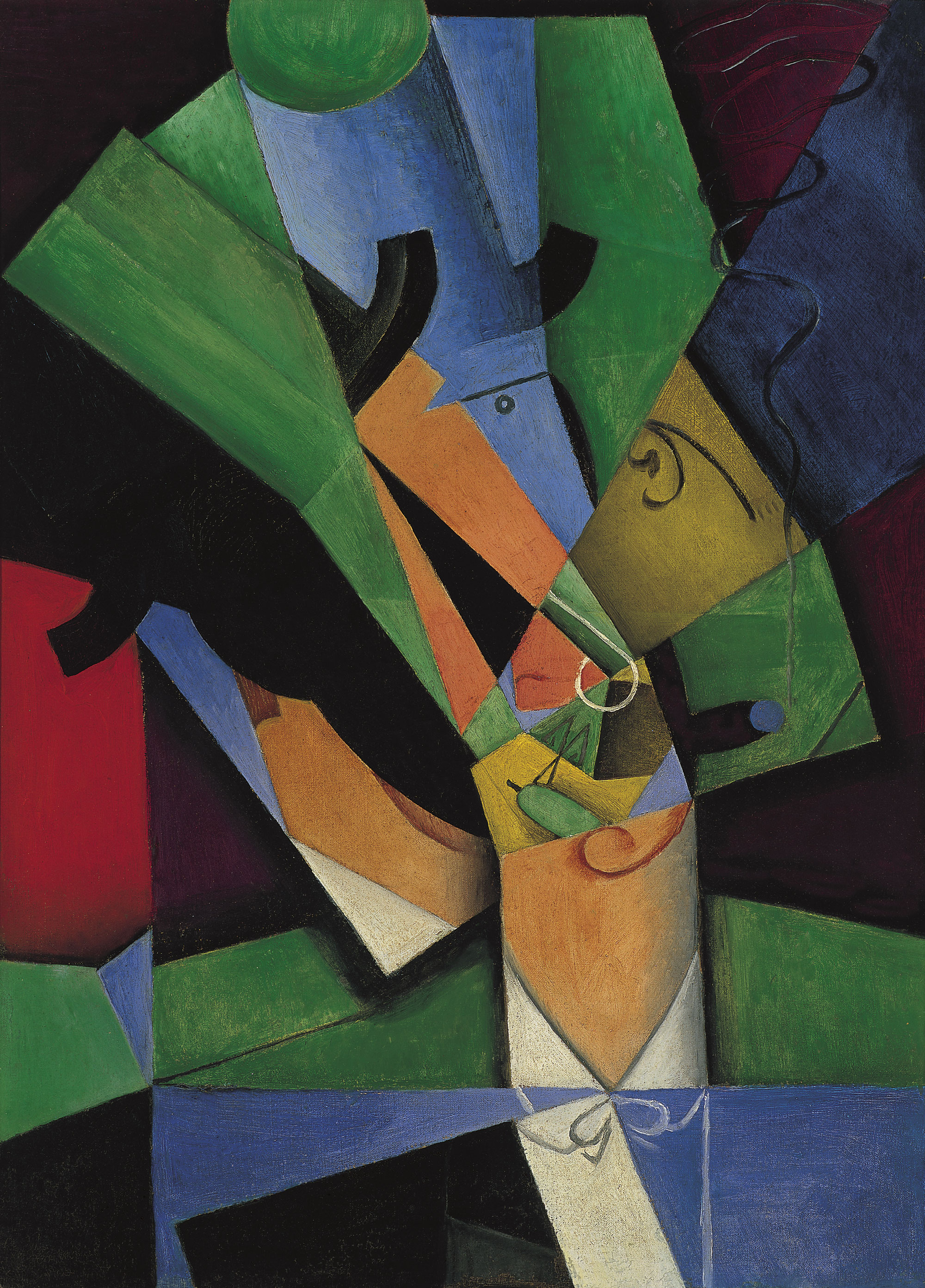
Juan Gris: Der Raucher, möglicherweise ein Porträt Havilands 1913, Museo Thyssen-Bornemisza, Madrid

Frank Burty Haviland, auch Frank Burty oder Frank Haviland, (* 15. Oktober 1886 in Limoges; † 1971 in Perpignan) war ein amerikanisch-französischer kubistischer Maler, Freund von Pablo Picasso und Georges Braque sowie ein Sammler afrikanischer Kunst. Er signierte mit „Frank Burty“. In späteren Jahren war er Mitbegründer und Konservator des Kunstmuseums in Céret.

## Leben und Wirken
Frank Burty Haviland war der Sohn von Charles Haviland (1839–1922) und Madeleine Burty (1860–1900). Sein Vater war der Eigentümer der bekannten Porzellanfabrik Haviland & Co. in Limoges, seine Mutter die Tochter des Kunstkritikers Philippe Burty. Sein älterer Bruder Paul Haviland war Fotograf und Kunstkritiker.
Burty Haviland wurde streng nach der Glaubensauffassung der Quäker erzogen.  Nach der Schulzeit in Paris studierte er Musik bei Ricardo Viñes, wo er Déodat de Séverac traf, der ihn mit Manolo Hugué bekanntmachte. Sie wurden Freunde, und durch Manolo bekamen sie engen Kontakt zu den kubistischen Malern in Paris. Im Jahr 1909 kaufte er Picassos Fabrik in Horta de Ebro.  1910 reisten die drei Freunde nach Südfrankreich, wo Burty Haviland ein Kloster in Céret kaufte, das bis 1914 zur „École de Céret“ wurde. Sie versammelte die wichtigsten Maler der Zeit wie Pablo Picasso, Juan Gris, Georges Braque, Max Jacob und Auguste Herbin. Burty Haviland heiratete 1914 Joséphine Laporta, eine junge Frau aus Céret.
In diesem Jahr wurde Burty Haviland von Amedeo Modigliani porträtiert, und es wird angenommen, dass das Motiv Der Raucher von Juan Gris aus dem Jahr 1913 ihn ebenfalls darstellt. Chaim Soutines Le Rouquin von 1917/1919 wird auch als sein Porträt angesehen. Eine Büste wurde von seinem Freund Manolo Hugué erstellt.
Im April 1914 hatte er eine Einzelausstellung in Alfred Stieglitz’ Galerie 291 in New York City. Ein Jahr später wurde sein Werk in der ersten Ausstellung von Marius de Zayas’ Modern Gallery in New York City ausgestellt, zusammen mit Arbeiten von Picasso, Braque, de Zayas, Francis Picabia und anderen. Die Modern Gallery stellte sein Werk in weiteren Ausstellungen der nächsten Jahre vor. Im November 1917 hatte Burty eine Einzelausstellung in den Galerias Dalmau in Barcelona und 1921 in der Brummer Gallery in New York. Sein späterer Stil war mehr klassisch geprägt und entfernte sich vom Kubismus.
Burty Haviland verbrachte die meiste Zeit seines Lebens in Céret, und er war zusammen mit dem Maler Pierre Brune (1887–1956) im Jahr 1948 die treibende Kraft bei der Planung des Musée d’art moderne de Céret, das 1950 gegründet wurde. Er trug dazu bei, dass 14 Arbeiten von Henri Matisse und 53 von Picasso dem Museum von den Künstlern geschenkt wurden. Als Konservator des Museums war er von 1957 bis 1961 tätig. Das Museum erwarb 2008 das Burty-Archiv, das 88 Gemälde, 727 Zeichnungen und 34 Radierungen umfasst. Eine Retrospektive zeigte das Museum in Céret von 5. Dezember 2009 bis zum 6. Juni 2010.